# Synagoga v Pise
Pisánská synagoga stojí na via Palestro 24.
Budova pochází z počátku 17. století, roku 1785 byla přestavována a roku 1863 renovována Marcem Trevesem. Při této příležitosti byla vytvořena nová fasáda s centrálním portálem.
I interiér byl přestavěn, ale bylo zachováno původní rozčlenění prostoru. Jedná se o čtvercovou aulu s balkonem, zdobenou štuky. Tevà má dřevěné zábradlí s balustrádou a "Aròn ha-Kodesh" je mramorový s korintským sloupem a trojúhelníkovitým tympanonem.